# Thomas Aitchison Latta

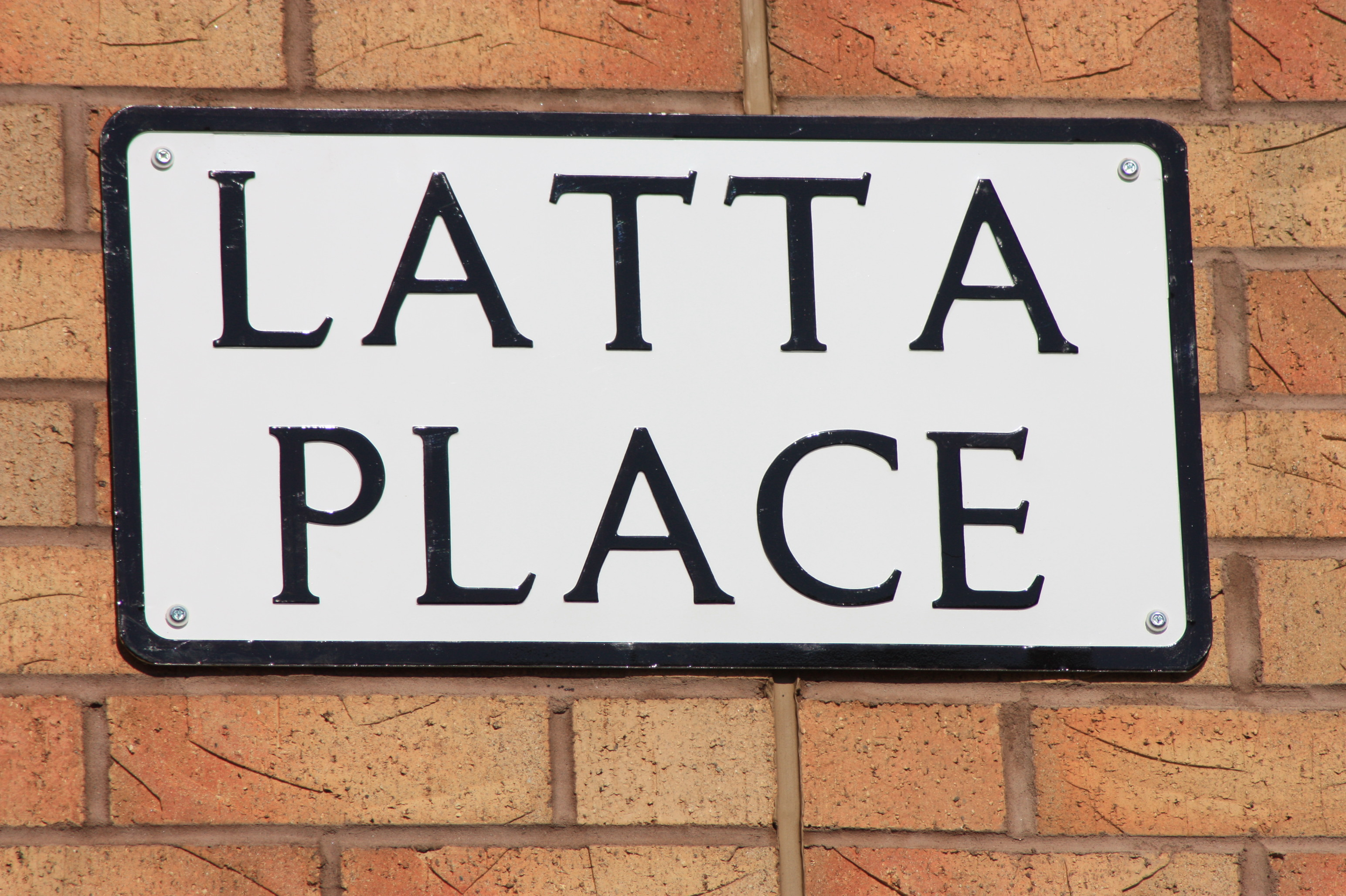
Straßenschild des Latta Place in Edinburgh

Thomas Aitchison Latta (* 1796 oder bald danach in Jessfield, Newhaven, bei Edinburgh; † 19. Oktober 1833) war ein schottischer Arzt, bekannt für die Einführung der Infusionstherapie mit Kochsalzlösung, die er bei Cholera-Patienten 1831 anwandte.
Latta wurde Ende der 1790er Jahre in Jessfield in Newhaven, einem Fischerdorf nahe Leith (dem Hafen von Edinburgh), auf dem 1796 erworbenen Besitz seines Vaters Alexander Latta geboren. Er studierte in Edinburgh mit dem Abschluss 1815 und promovierte dort 1819 (M.D.) mit einer Dissertation über Skorbut. Er praktizierte ab 1822 in Leith. Als Medizinstudent war er Schiffsarzt auf einem Walfänger. Als Arzt in Leith war er an der Bekämpfung der großen Cholera-Pandemie von 1831/32 beteiligt. Dabei erwiesen sich bei Experimenten in Edinburgh (Drummond Street Hospital) Infusionen mit physiologischer Kochsalzlösung als erfolgreich. Das baute auf Theorien von William Brooke O’Shaughnessy auf, der um dieselbe Zeit erfolglose Experimente an Cholerapatienten anstellte und (unter anderem im Lancet) Vorschläge für eine Infusionslösung machte, die dem menschlichen Blut möglichst ähnlich ist. Die Ergebnisse wurden im Lancet vom 23. Juni 1832 veröffentlicht. Dann geriet sie wieder in Vergessenheit bis Anfang des 20. Jahrhunderts. Der Beitrag Lattas und sein Name wurden vergessen. Sie war auch unterschiedlich erfolgreich, da die korrekte Elektrolytzusammensetzung erst ab etwa 1902 bekannt war. Ein Kollege (Robert Lewins) von Latta in Leith berichtete, dass 12 von 15 so behandelten Patienten starben (was aber immer noch als Erfolg gewertet wurde). Wie ein anderer Kollege John MacKintosh 1836 schrieb, wurden allerdings in Edinburgh nur fast hoffnungslose Patienten kurz vor dem Tod für die Infusion ausgesucht. Schädlicher war, dass einige Ärzte unkontrolliert weitere Substanzen in die Infusionslösung gaben, so ein Arzt in Liverpool Eiweiß. Führende Mediziner in Edinburgh waren der Infusionstherapie gegenüber negativ eingestellt und behandelten lieber mit Aderlass, Opium mit Wein oder Brandy oder Calomel. Als die nächste Cholera-Epidemie 16 Jahre später Edinburgh traf, war die Infusionstherapie vergessen.
Latta starb an Tuberkulose.
Eine Straße in Edinburgh ist nach ihm benannt.